# مدرسه مهران
مدرسه مهران مربوط به دوره معاصر - دوره پهلوی اول است و در شهرستان سمنان، خیابان طالقانی، نبش چهارراه شهربانی واقع شده و این اثر در تاریخ ۱۸ اسفند ۱۳۸۷ با شمارهٔ ثبت ۲۵۰۹۱ به‌عنوان یکی از آثار ملی ایران به ثبت رسیده است.